# Harz
El macizo del Harz, denominado Hardt hasta entrada la Edad Media, es la cordillera más alta del norte de Alemania y comprende parte de los estados federados de Baja Sajonia, Sajonia-Anhalt y Turingia.
El monte más alto de esta cadena montañosa es el Brocken, con 1142 m s. n. m. y, desde los comienzos de la Edad Moderna, es considerado el punto de encuentro de brujas más famoso de Europa, y el mismo Goethe lo menciona en su obra Fausto y otros poemas, como «Viaje de invierno al Harz».

## Geografía

Panorama de las montañas. De izquierda a derecha: Rehberg, Achtermannshöhe, Brocken y Wurmberg.

### Ríos

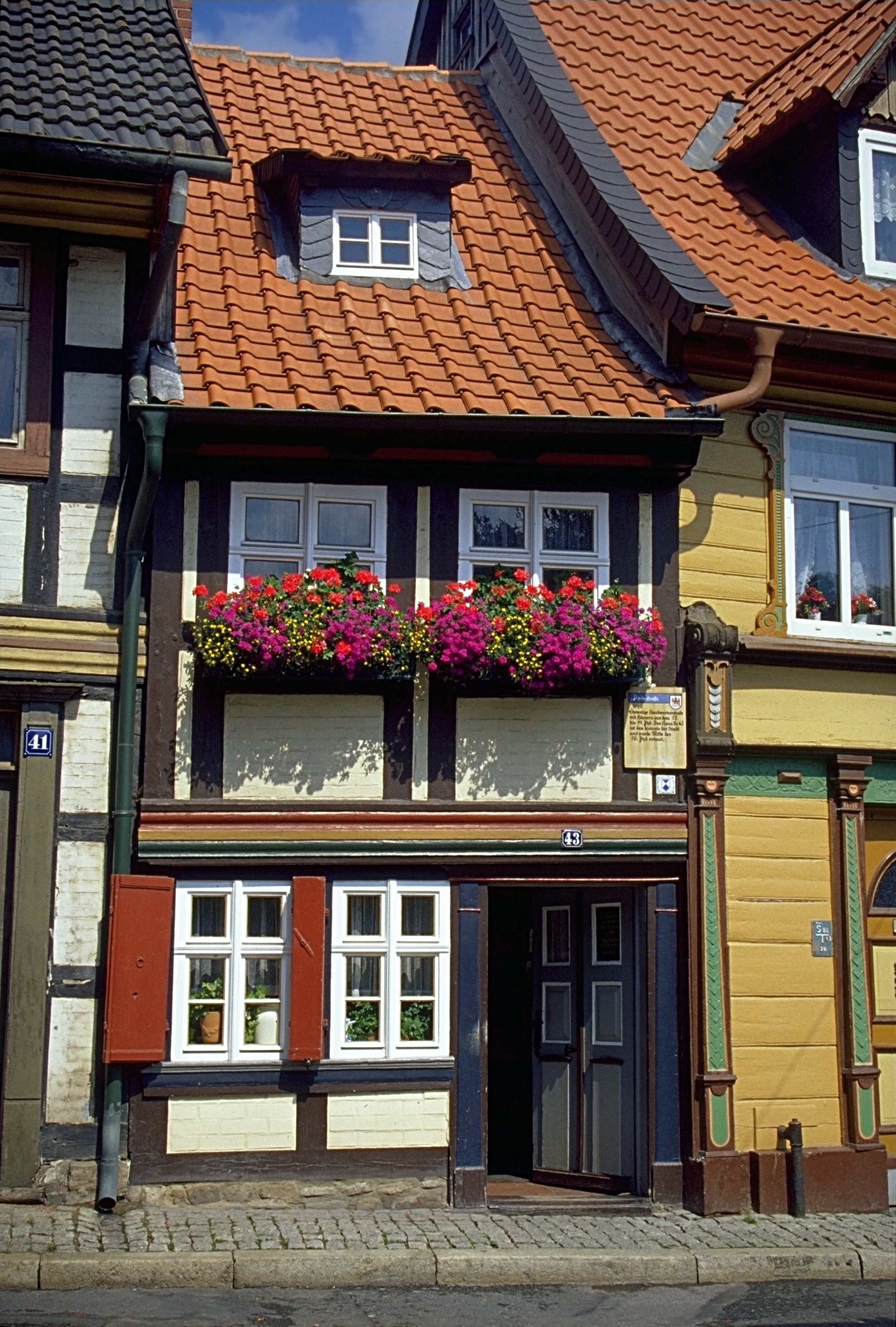
Fachada de una pequeña casa en Wernigerode.

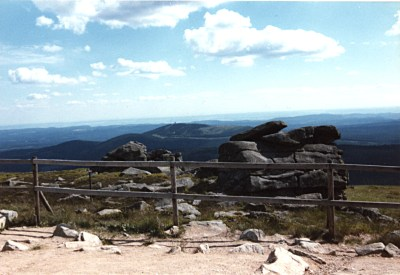
Vista del Brocken.

- Bode
- Ecker
- Eine
- Grane
- Hassel
- Holtemme
- Ilse
- Innerste
- Lonau
- Oder
- Oker
- Radau
- Sieber
- Söse
- Selke
- Selle
- Steina
- Uffe
- Wieda
- Wipper
- Zorge

### Lugares y poblaciones

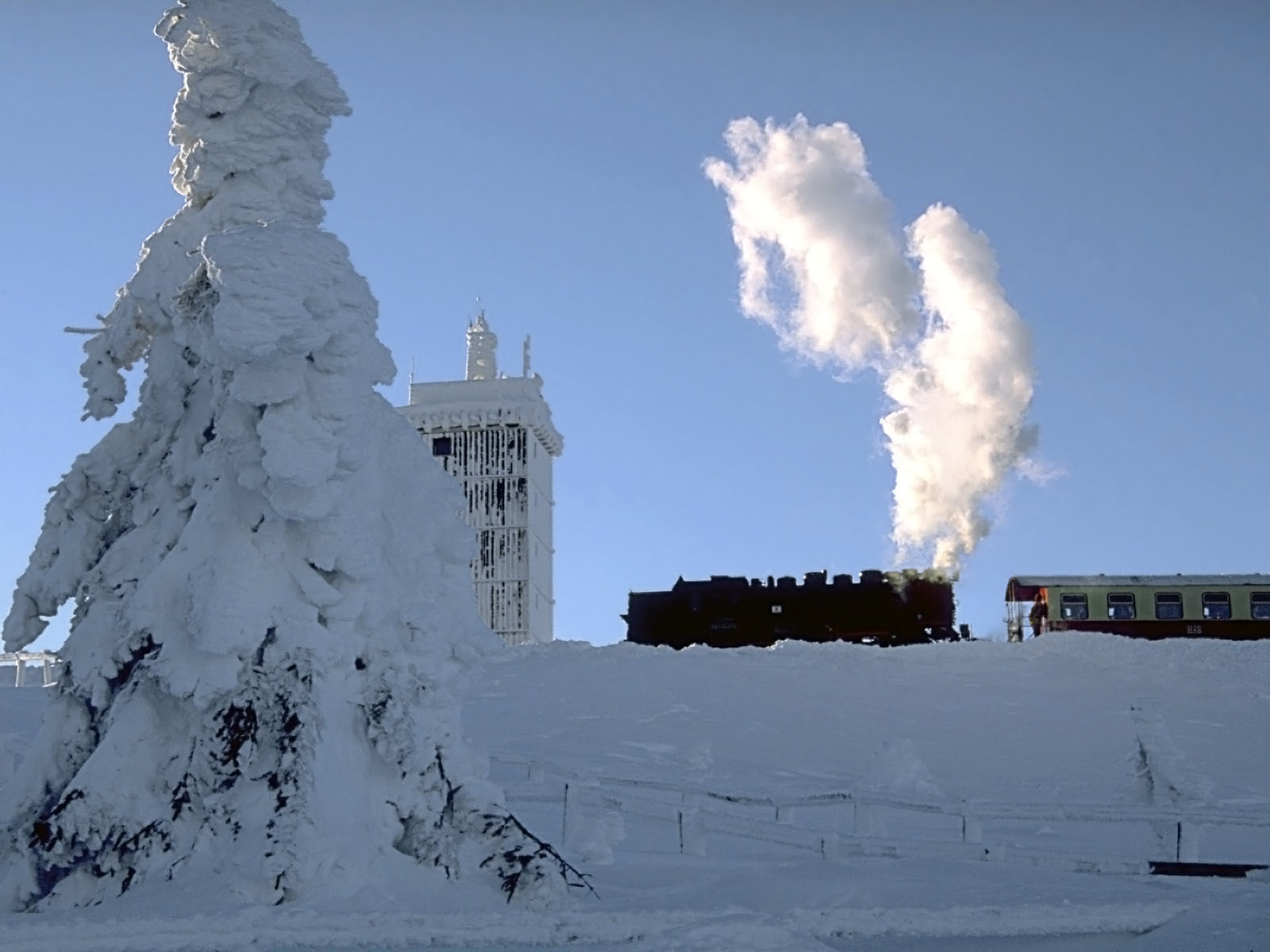
El tren del Brocken en la estación de Brocken.

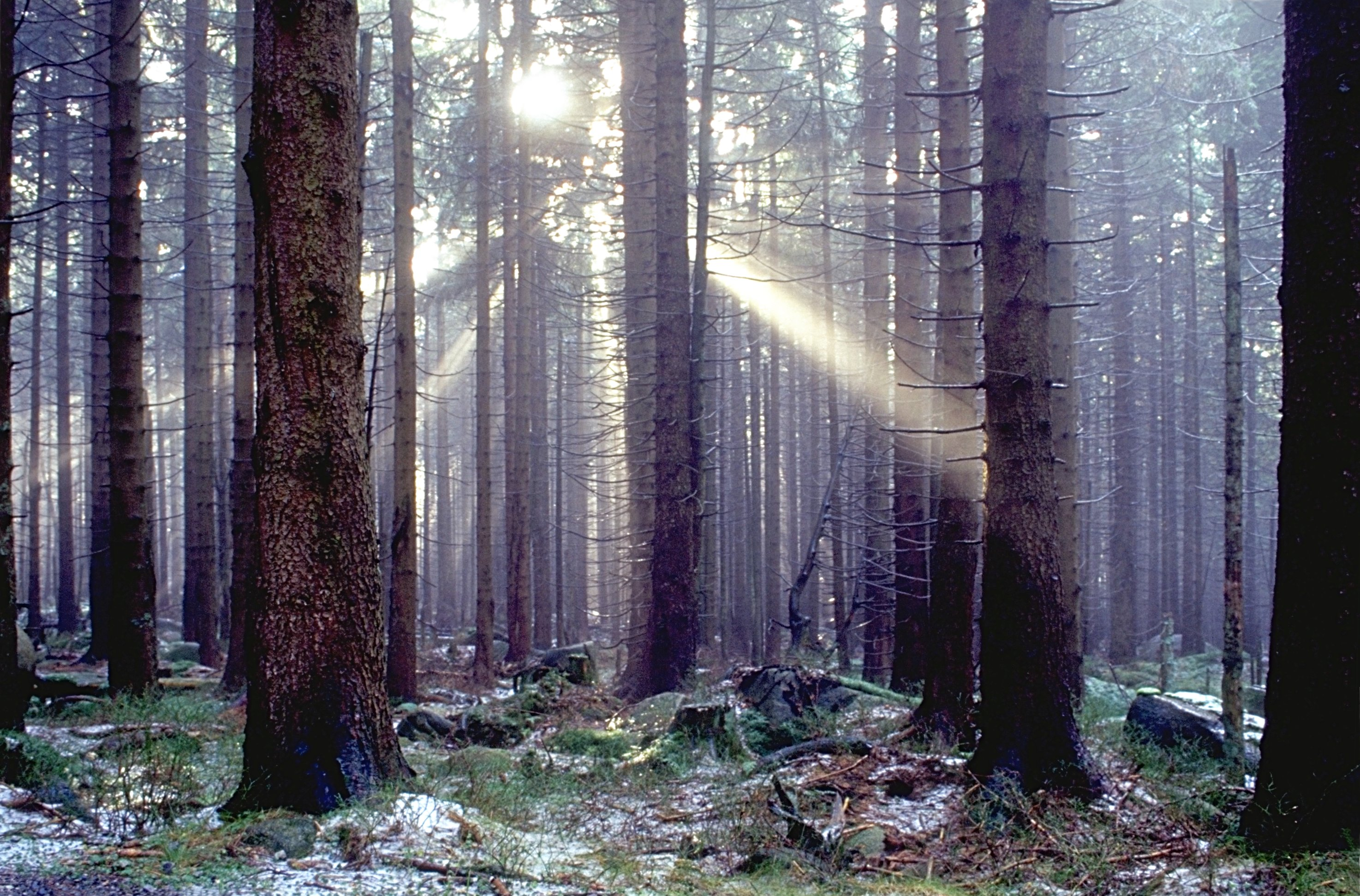
Bosques de abetos del Harz.

- Alexisbad
- Allrode
- Altenau
- Altenbrak
- Bad Grund
- Bad Harzburg
- Bad Lauterberg
- Bad Sachsa
- Bad Suderode
- Barbis
- Benneckenstein
- Blankenburg
- Braunlage
- Clausthal-Zellerfeld
- Darlingerode
- Drübeck
- Elbingerode
- Elend
- Ellrich
- Goslar
- Güntersberge
- Harzgerode
- Hasselfelde
- Herzberg am Harz
- Hohegeiß
- Ilfeld
- Ilsenburg (Harz)
- Langelsheim
- Lautenthal
- Lonau
- Lutter am Barenberge
- Mansfeld
- Neustadt
- Osterode am Harz
- Rübeland
- Sankt Andreasberg
- Schierke
- Seesen
- Sieber
- Sorge
- Steina (Harz)
- Stiege
- Stolberg (Harz)
- Tanne
- Thale
- Torfhaus
- Treseburg
- Wieda
- Wildemann
- Walkenried
- Wernigerode
- Wolfshagen im Harz
- Zorge

### Ciudades a lo largo del Harz
Ciudades en la zona de Sajonia-Anhalt:
- Aschersleben
- Derenburg
- Halberstadt
- Hettstedt
- Eisleben
- Oschersleben (Bode)
- Osterwieck
- Quedlinburg
- Sangerhausen
- Staßfurt

Ciudades en la zona de Baja Sajonia:
- Hildesheim
- Bad Gandersheim
- Gotinga
- Northeim
- Salzgitter
- Vienenburg
- Wolfenbüttel

Ciudades en la zona de Turingia:
- Bleicherode
- Heringen
- Nordhausen
- Sondershausen